# 大分県道707号大泊浜徳浦線
大分県道707号大泊浜徳浦線（おおいたけんどう707ごう おおとまりはまとくうらせん）は、大分県臼杵市から津久見市に至る一般県道である。

## 概要
臼杵市大字大泊から津久見市大字徳浦に至る。長目半島はリアス式海岸で出入りが多く、海岸まで急傾斜の山が迫るため交通の難所であり、津久見側にある長目地区からは津久見港まではかつては市営船で結ばれていた。本路線は、長目半島の北の臼杵市側、および、南の津久見市側からそれぞれ半島の沿岸に沿って延びるが、先端部分では、臼杵側は泊ケ内、津久見側は楠屋から先は未整備となっている。
先端部分が行き止まりとなっており、台風などの災害で道路が不通になると半島先端部の集落が孤立することがあったため、2006年（平成18年）から泊ケ内から楠屋までの南北を連絡する森林管理道長目半島線（延長2,273 m）の工事が進められて2013年（平成25年）10月19日に開通している。
また、海岸に沿って急なカーブが連なるため、開通部分についても道路改良事業が進められている。2001年（平成13年）には津久見市長目 - 堅浦区間の改良工事が完了。道幅が6 mに拡幅されるとともに、浦代トンネル（延長197 m）の完成などにより、2,020 mの区間が1,190 mに短縮された。

### 路線データ
- 起点：大分県臼杵市大字大泊[7]（大分県道217号臼杵津久見線交点）
- 終点：大分県津久見市大字徳浦[7]（大分県道217号臼杵津久見線交点）
- 総延長：17.9 km（全線開通時）[6]

## 路線状況

### 道路施設

#### 橋梁
- 堅浦橋（堅浦川、津久見市）
- 朝日橋（徳浦川、津久見市）

#### トンネル
起点から
- 深江トンネル：延長187 m、1965年（昭和40年）竣工、臼杵市
- 浦代トンネル：延長197 m、2000年（平成12年）竣工、臼杵市
- 堅浦トンネル：延長160 m、1992年（平成4年）竣工、津久見市

## 地理

### 通過する自治体
- 臼杵市
- 津久見市

### 交差する道路
| 交差する道路              | 市町村名 | 交差する場所 | 交差する場所 |
| ------------------------- | -------- | ------------ | ------------ |
| 大分県道217号臼杵津久見線 | 臼杵市   | 大字大泊     | 起点         |
| 大分県道217号臼杵津久見線 | 津久見市 | 大字徳浦     | 終点         |

### 沿線
- 臼杵津久見警察署 大泊警察官駐在所
- 津久見市立堅徳小学校